# Concepción de La Vega
Pour les articles homonymes, voir De la Vega.
Concepción de La Vega est le chef-lieu de La Vega, en République dominicaine.

## Géographie
Située dans la vallée du Cibao (La Vega Real), la ville est baignée par le Rio Camú.

## Historique
Érigée en 1494, cette ville est l'une des plus anciennes du continent américain, tout comme le diocèse du même nom institué par le pape Jules III. Le début de la construction de la cathédrale de l'Inmaculada Concepción de La Vega, ordonnée par l'archevêque de Séville, remonte à 1512.
C'est ici qu'en 1495, on livra la bataille de la vallée de La Vega Real, laquelle eut un impact considérable sur l'histoire de l'île. L'enjeu de ce conflit, outre l'or et l'argent qui se trouvait en abondance dans un site minier appelé désormais Pueblo Viejo, fut la conquête de la vallée par l'armée espagnole envoyée par Christophe Colomb, qui affronta une armée de 5 000 Taïnos sous les ordres du cacique Gatiguana. Selon la légende, la nuit précédant la bataille, la « Vierge de la Merci » (Virgen de la Merced ou Nuestra Señora de las Mercedes) est apparue aux Espagnols, dans leur campement, leur garantissant la victoire. Depuis lors, la « Vierge de la Merci » est considérée comme la patronne de la République dominicaine. L'ancienne ville était alors le principal lieu d'amalgamage et de fusion des minerais précieux extraits dans la vallée du Cibao.
Le 2 décembre 1562, un tremblement de terre dévaste la ville, qui est alors reconstruite sur un emplacement différent. Le site originel est appelé depuis « La Vega Vieja » (ou vieille ville de La Vega)
En 1997, La Vega Vieja a été déclarée Parc national historique, tout comme le Santo Cerro. On y trouve notamment la forteresse de La Concepción, un couvent de Franciscains et deux cimetières.

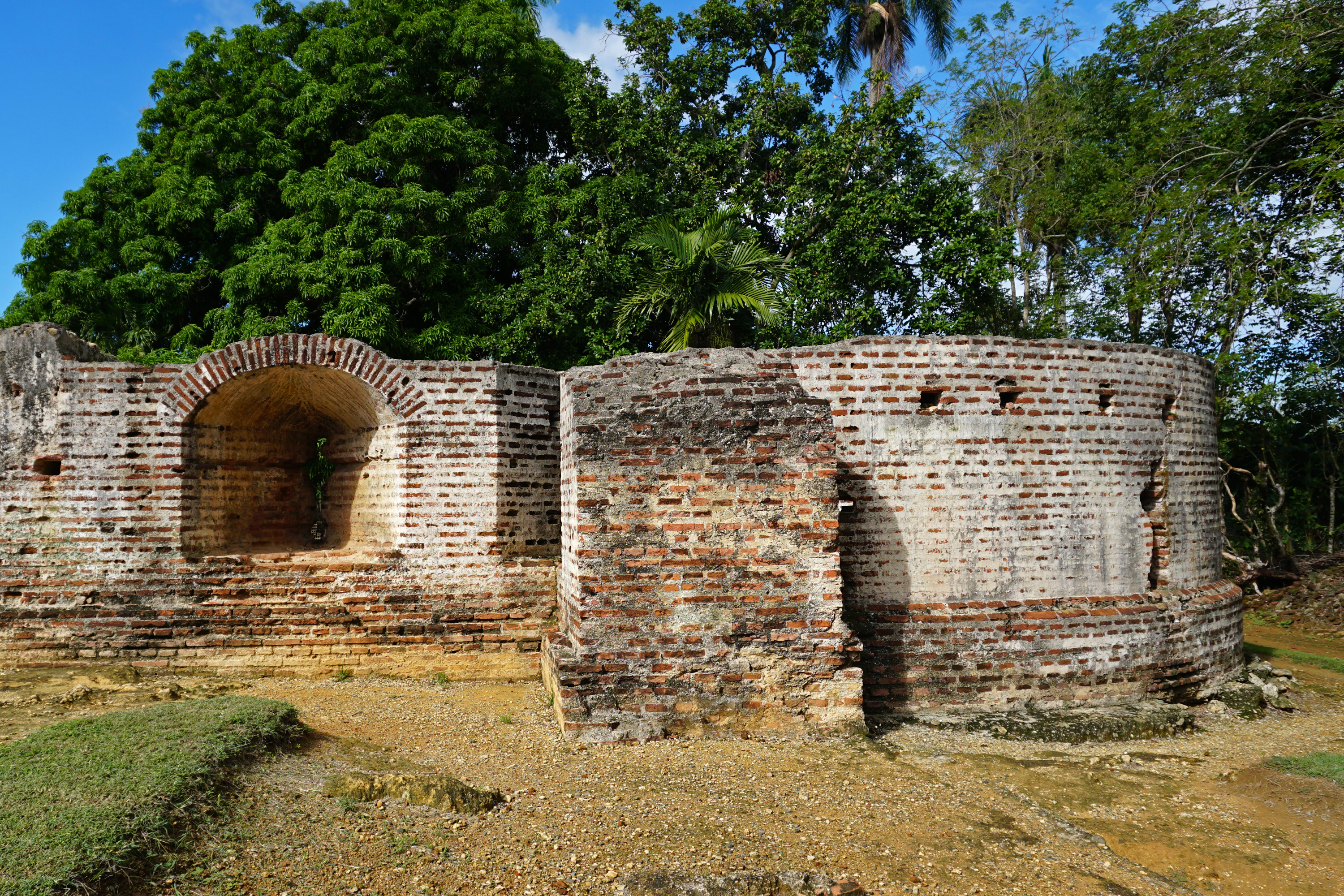
Ruines de la forteresse de La Concepción dans le Parc national de Pueblo Viejo.

## Personnalités
- Le chanteur pop-star Michael Jackson y a épousé l'héritière Lisa-Marie Presley.
- Le violoniste dominicain Gabriel del Orbe y est mort le 5 mai 1966.
- Gabriel Ynoa, joueur de baseball y est né en 1993